# 豊中市立野畑図書館
豊中市立野畑図書館（とよなかしりつのばたけとしょかん）は、大阪府豊中市に4番目にできた市立図書館である。

## 歴史
豊中市が1979年3月に策定した「豊中市総合計画」では、図書館について「市民が身近に図書およびその他の資料を利用できるように動く図書館・分室・図書館の拡充、家庭文庫・地域文庫への助成、地域図書館の北部地域への新設、小図書館設置の検討を行い、各機能分担と相互補完をはかり図書館活動を市民と結びついた多様なものとして発展させる」とされていた。これを受け、同年12月に岡町図書館長から図書館協議会に諮問が出され、1981年2月28日に「図書館システムを完成させるための長期計画について」という答申がまとめられた。『新修豊中市史第11巻社会教育』によるとこの答申は、「図書館行政における政策形成に図書館協議会が重要な寄与を行なった点で、これまでとは異なる画期的なものであった」とされる。この答申において、すでに図書館サービスを行っていた岡町図書館、庄内図書館、千里図書館、動く図書館、分室や図書室に加え、北部への図書館建設が打ち出され、市民が歩いていける範囲に図書館サービス網を張りめぐらせ、有機的に運営される「図書館システム」の早期実現が望まれるとされた。こうして、1988年（昭和63年）6月に野畑図書館が北部地域に開館した。
豊中市立図書館で初のコンピューターシステムの運用とCDの貸出を開始。以後、千里図書館、庄内図書館、岡町図書館の順にコンピューターの導入が進み、1992年5月に4館すべてのオンライン化が完了した。

## 建物
- 鉄筋コンクリート造 3階建 地下1階
- 敷地面積：2,000.01平方メートル
- 専用床面積：3,846.46平方メートル[8]
- 地下：書庫
- 1階：こども室・成人室
- 2階：自習室・集会室・事務室

建物前に豊中市出身の彫刻家・新宮晋作のモニュメント「白い雲」が設置されており、風力で動くように設計されている。2階には三浦啓子作のステンドグラス「出藍の誉」が飾られている。

## 特色
野畑図書館の書庫は市内の図書館の共同書庫であり、約17万5千冊の図書を保存している。普段は職員が資料の出納を行うが、「書庫に入れるDAY」というイベントの日には来館者も書庫に入って資料を自由に手に取り、借りることができる。暮らしの課題解決サービスとして、「子育て・DV（ドメスティックバイオレンス）」情報に関する資料を集めたコーナーを設けている。

## 利用案内
- 開館時間[16]
  - 火曜日 - 金曜日：10:00 - 19:00（参考室は17:00まで）
  - 土曜日 - 日曜日・祝日：10:00 - 17:00
- 休館日：月曜日・毎月最終金曜日（8月・12月以外）・年始年末・特別整理期間
- 貸出：1人10点まで（うちCD4点・映画ビデオ1点・映画DVD1点） 2週間[17]。

## 周辺
- 春日荘聖マリア幼稚園
- 千里川
- 豊中市立野畑小学校

## 所在地
- 〒560-0052 大阪府豊中市春日町4丁目11-1
  - 阪急バス（40・41・43・46・40A系統 豊中から千里中央）「春日町四丁目」バス停下車、徒歩すぐ。
  - 阪急バス（47系統 千里中央から野畑）「野畑小学校前」バス停下車、徒歩すぐ。